# Relaciones India-Santa Sede

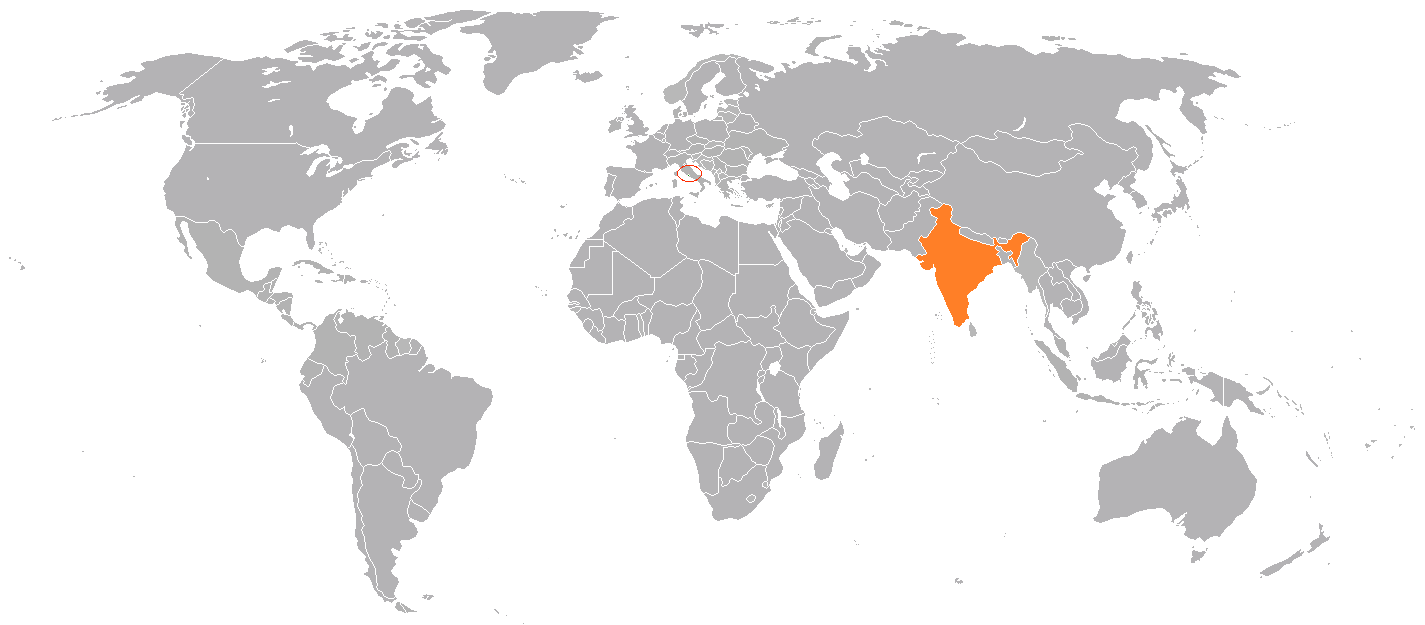
Ubicación de la Santa Sede y la India.

Las relaciones entre India y la Santa Sede, entidad soberana sobre la Ciudad del Vaticano son relaciones bilaterales formales que han existido desde el 12 de junio de 1948. Ha existido una delegación apostólica desde 1881. La Santa Sede tiene una nunciatura en Nueva Delhi, e India también tiene una embajada acreditada en Berna, Suiza, ante la Santa Sede. El embajador de la India en Berna ha sido  acreditado ante la Santa Sede. Rompiendo con la tradición, en octubre de 2020 se anunció que Jaideep Mazumdar, embajador de la India en Austria, sería el próximo embajador ante la Santa Sede. El arzobispo Leopoldo Girelli fue nombrado nuncio apostólico en India en marzo de 2021.

## Historia
Los vínculos entre la Iglesia católica y la India se remontan al apóstol Santo Tomás, quien, según la tradición, llegó a la India en el año 52 d. C. Los obispos fueron enviados a la India desde Siria hacia el siglo VI o VII. Existe un registro de un obispo indio que visitó Roma en la época del papa Calixto II (1119–1124).
La misión diplomática se estableció como delegación apostólica para las Indias Orientales en 1881, incluido Ceilán, y se extendió para Malaca en 1889, y luego Birmania en 1920, y finalmente Goa en 1923. Fue otorgada el rango de internunciatura por Pío XII el 12 de junio de 1948 y a nunciatura apostólica plena por Pablo VI el 22 de agosto de 1967. India inicialmente tuvo una legación ante la Santa Sede, siendo el ministro en Berna acreditado como ministro ante la Santa Sede. La misión india fue elevada al rango de embajada dirigida por un embajador en 1965.

## Visitas bilaterales
Ha habido tres visitas papales a la India. El primer papa en visitar India fue Pablo VI, quien visitó Mumbai en 1964 para asistir al Congreso Eucarístico Internacional. El papa Juan Pablo II visitó varios lugares de la India, incluido Chennai, en febrero de 1986 y luego visitó nuevamente Nueva Delhi en noviembre de 1999. Varios dignatarios indios, de vez en cuando, han visitado al papa en el Vaticano . Estos incluyen al primer ministro Jawaharlal Nehru en 1955, la primera ministra Indira Gandhi en 1981, el primer ministro I. K. Gujral en septiembre de 1997, el primer ministro Atal Bihari Vajpayee en 2000 y el primer ministro Narendra Modi en 2021. El vicepresidente Bhairon Singh Shekhawat representó al país en el funeral de Juan Pablo II. La ministra de Asuntos Exteriores, Sushma Swaraj, encabezó una delegación al Vaticano para la función de la canonización de santa Teresa de Calcuta en septiembre de 2016, cuando también visitó al papa Francisco. La acompañó el ministra jefa de Bengala Occidental, Mamata Banerjee.

## Embajadores indios ante la Santa Sede
| Desde | Hasta   | Nombre                          | Designación           |
| ----- | ------- | ------------------------------- | --------------------- |
| 1949  | 1951    | Dhirajlal Bhulabhai Desai       | Ministro              |
| 1951  | 1952    | Nedyan Raghaven                 | Ministro              |
| 1952  | 1953    | Asaf Ali                        | Ministro              |
| 1953  | 1954    | Yezdezard Dinshaw Gundevia      | Ministro              |
| 1954  | 1955    | Abid Hasan Safrani              | Encargado de negocios |
| 1955  | 1958    | Mohan Sinha Mehta               | Ministro              |
| 1958  | 1961    | M. K. Vellodi                   | Ministro              |
| 1962  | 1964    | Mohamed Abdul Rauf              | Ministro              |
| 1964  | 1965    | Vishnuprasad Chunilal Trivedi   | Ministro              |
| 1965  | 1967    | Vishnuprasad Chunilal Trivedi   | Embajador             |
| 1968  | 1970    | Mohamed Azim Husain             | Embajador             |
| 1971  | 1974    | Arjan Singh                     | Embajador             |
| 1974  | 1977    | Avtar Singh                     | Embajador             |
| 1977  | 1978    | Uma Shankar Bajpai              | Embajador             |
| 1978  | 1979    | Amba Prasad                     | Encargado de negocios |
| 1979  | 1981    | Gurbachan Singh                 | Embajador             |
| 1981  | 1982    | Narendra Singh                  | Embajador             |
| 1982  | 1985    | Thomas Abraham                  | Embajador             |
| 1985  | 1986    | Om Parkash Aggarwal             | Encargado de negocios |
| 1986  | 1990    | Ashoke Sen Chib                 | Embajador             |
| 1990  | 1994    | Madhaw Keshav Mangalmurti       | Embajador             |
| 1994  | 2000    | Kizhakke Pisharath Balakrishnan | Embajador             |
| 2000  | 2002    | Niranjan Natverlal Desai        | Embajador             |
| 2002  | 2005    | Praveen Lal Goyal               | Embajador             |
| 2005  | 2006    | Snehi Desh Bandhu               | Encargado de negocios |
| 2006  | 2008    | Amitava Tripathi                | Embajador             |
| 2008  | 2009    | Ajaneesh Kumar                  | Encargado de negocios |
| 2009  | 2013    | Chitra Narayanan                | Embajadora            |
| 2013  | 2014    | Nagendra Prasad                 | Encargado de negocios |
| 2014  | 2015    | Mysore Kapanaiah Lokesh         | Embajador             |
| 2015  | 2017    | Smitha Purushottam              | Embajador             |
| 2017  | 2020    | Sibi George                     | Embajador             |
| 2020  | present | Jaideep Mazumdar                | Embajador             |

Referencia: 

## Otros artículos
- Relaciones India-Santa Sede – Ministerio de Asuntos Exteriores